# Municipio de Clearwater (Minnesota)
El municipio de Clearwater (en inglés, Clearwater Township) es un municipio del condado de Wright, Minnesota, Estados Unidos. Tiene una población estimada, a mediados de 2023, de 1389 habitantes.

## Geografía
Está ubicado en las coordenadas 45°21′56″N 94°2′42″O / 45.36556, -94.04500. Según la Oficina del Censo, tiene una superficie total de 60.1 km², de los cuales 56.3 km² corresponden a tierra firme y 3.8 km² están cubiertos de agua.

## Demografía
Según el censo de 2020, en ese momento había 1372 personas residiendo en la zona. La densidad de población era de 24.4 hab./km². El 94.46 % de los habitantes eran blancos, el 0.15 % eran afroamericanos, el 0.15 % eran amerindios, el 0.29 % eran asiáticos, el 1.38 % eran de otras razas y el 3.57 % eran de una mezcla de razas. Del total de la población, el 0.73 % eran hispanos o latinos de cualquier raza.